# Джонас Сакуваха
Джонас Сакуваха (англ. Jonas Sakuwaha, нар. 22 липня 1983, Кафуе) — замбійський футболіст, що грав на позиції півзахисника. Виступав, зокрема, за клуби «ЗЕСКО Юнайтед» та «Лор'ян», а також національну збірну Замбії.
У складі збірної — володар Кубка африканських націй. 

## Клубна кар'єра
У дорослому футболі дебютував 2006 року виступами за команду «ЗЕСКО Юнайтед», в якій провів три сезони. У 2009 році разом з клубом виступав в Лізі чемпіонів. Своєю грою за цю команду привернув увагу представників тренерського штабу клубу «Лор'ян», до складу якого приєднався 1 вересня 2009 року. У футболці клубу з Лор'яна в сезоні 2009/10 років провів 17 матчів (14 — у чемпіонаті, 2 — у кубку ліги та 1 — у національному кубку). У сезоні 2010/11 років виступав в оренді (з опцією викупу) у французькому «Гаврі». У листопаді 2010 року розірвав орендну угоду та повернувся до «Лор'яна». Сезон 2011 року провів у суданському «Аль-Меррейху». У січні 2013 року приєднався до конголезького «ТП Мазембе». Наступного року повернувся до «ЗЕСКО Юнайтед», з яким двічі вигравав національний чемпіонат (2014, 2015). У 2014 році тріумфував у кубку Замбії.
У 2015 році повернувся до «ТП Мазембе». У команді виступав до 2017 року, за цей час двічі вигравав національний чемпіонат (2016, 2017), суперкубок країни (2016), Кубок конфедерації КАФ (2016, 2017) та суперкубок Африки (2016). У 2017 році перейшов до замбійського «Білдкона». Потім перейшов в оманський «Маскат». Футбольну кар'єру завершив 2019 року в «Гомесі».

## Виступи за збірну
2006 року дебютував у складі національної збірної Замбії. Виступав на Кубку КЕСАФА 2008 та Чемпіонаті африканських націй 2009, проте не отримав виклику на Кубок африканських націй 2010 року. Потрапив до списку 23-х гравців збірної Замбії, які повинні були поїхати на Кубок африканських націй 2013 року. Протягом кар'єри у національній команді, яка тривала 9 років, провів у її формі 25 матчів, забивши 2 голи.

## Досягнення

### Національні змагання
«Аль-Меррейх»
- Прем'єр-ліга Судану
  -  Чемпіон (1): 2011

- Кубок Судану
  -  Володар (1): 2012

«ТП Мазембе»
- Лінафут
  -  Чемпіон (2): 2013, 2014

- Суперкубок ДР Конго
  -  Володар (1): 2013

### У збірній
- Кубок африканських націй
  -  Володар (1): 2012